# Вельд (фільм)
«Вельд» (рос. Вельд) — узбецький радянський науково-фантастичний фільм 1987 року, поставлений режисером Назимом Туляходжаєвим за мотивами творів Рея Бредбері.
Фільм створений на основі оповідання «Вельд», з включенням сюжетних ліній з інших текстів: «Дракон», «Корпорація „Маріонетки“», «Пішохід», глава «Марсіянин» з «Марсіанських хронік» та епізод смерті полковника Фрілея з «Кульбабового вина».

## Сюжет
У величезному похмурому особняку мешкає родина Стоунів — Майкл, його дружина Лінда та діти Пітер і Венді. Особливого взаєморозуміння тут немає — діти постійно проводять час в особливій електронній кімнаті, подарованій батьками, що візуалізує різні картини. Особливо їх приваблює сцена полювання африканських левів. Майкл намагається замкнути кімнату, проте це тільки посилює ворожість з боку дітей.
У хатині на березі моря живуть старий рибалка Ернандо і його сліпа дружина Кора. Уся суть їхнього життя міститься у спогадах про померлого сина Тома. І ось одного разу до них приходить такий-собі хлопчик, абсолютно схожий на Тома. Проте ідилія триває недовго — до халупи приїжджає особлива карантинна команда, яка знищує істот, що живуть з людьми під виглядом їхніх близьких, що померли. Проте не лише прибульці виявляються жертвами карантинних команд — одного разу вночі їх зустрічає Майкл. Його відвозять в старий яр і там кидають. Ледве живий, Стоун набрідає на розвалини церкви, де зустрічає Ернандо. Майкл намагається забрати сім'ю і поїхати чимдалі від цього страхітливого життя, проте дітей це абсолютно не спокушає. Вони заманюють батьків в дитячу, де останні стають жертвами левів.
Ернандо, взявши з церкви величезний дерев'яний хрест, намагається орати дюни. За його роботою спостерігає божевільний «Ганді»…

## У ролях
| • Юрій Беляєв            | … | Майкл           |
| • Неллі Пшенна           | … | Лінда           |
| • Георгій Гегечкорі      | … | Ернандо         |
| • Тамара Схіртладзе      | … | Кора            |
| • Генрікас Кураускас     | … | полковник Стоун |
| • Валентинас Масальскіс  | … | Девід Макклін   |
| • Владас Багдонас        | … | Бартон          |
| • Дарюс Палекас          | … | Пітер           |
| • Сігуте Ларіоновайте    | … | Венді           |
| • Дарюс Цицинас          | … | Том             |
| • Гітіс Падегімас        | … | «Ганді»         |
| • Крістіна Андреяускайте | … | доглядальниця   |

## Знімальна група
- Автор сценарію — Назим Туляходжаєв
- Режисер-постановник — Назим Туляходжаєв
- Оператор — Алоїзас Янчорас
- Композитор — Фелікс Янов-Яновський
- Художник-постановник — Сергій Алібеков
- Звук — Еркін Каюмов